# Parc provincial Writing-on-Stone
Le parc provincial Writing-on-Stone (anglais : Writing-on-Stone Provincial Park) est un parc provincial de l'Alberta (Canada) situé dans le comté de Warner No 5. Le parc protège l'une des plus grandes concentrations de pictogrammes et de pétroglyphes en Amérique du Nord.
Writing-on-Stone/ Áísínai’pi est inscrit sur la liste du patrimoine mondial de l'UNESCO en 2019.

## Géographie

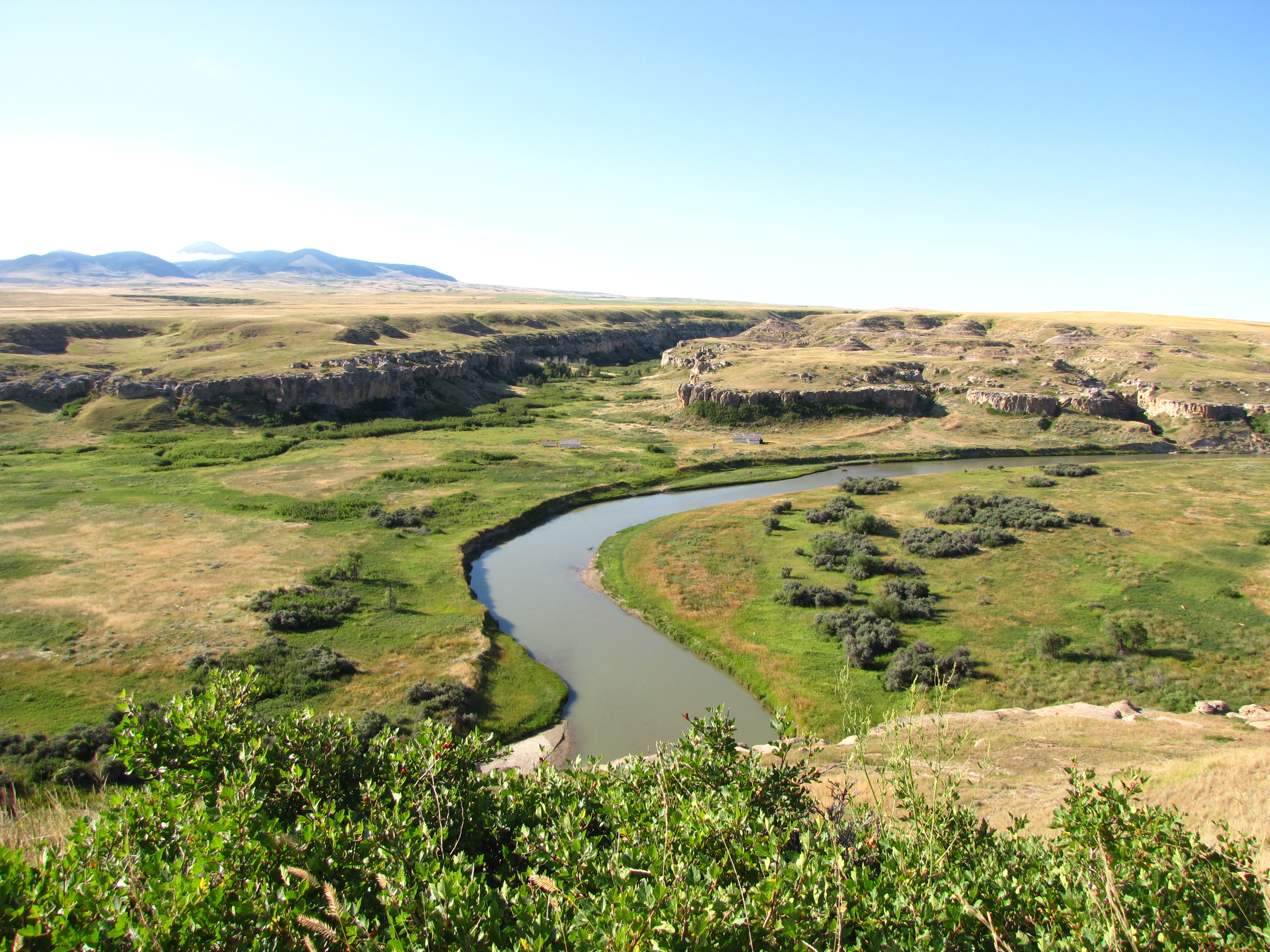
Vallée de la rivière Milk.

Durant le Crétacé, la région était à la marge de la voie maritime intérieure de l'Ouest. La boue, le sable et l'argile se sont accumulés alors que la mer régressait. Ces sédiments ont été compressés et sont devenus la formation de Milk River (en). Lors de la glaciation du Wisconsin, la région était sous l'inlandsis laurentidien. Il y a 20 000 ans environ, l'inlandsis a commencé à reculer vers le nord-ouest. Ce retrait a formé plusieurs lacs proglaciaires à sa marge. L'inlandsis a agi comme un barrage en forçant l'eau des lac à s'écouler vers le sud, ce qui a formé les coulées des Prairies.
La rivière Milk est la seule rivière de l'Alberta qui s'écoule vers le Mississippi.

## Histoire
La vallée de la rivière Milk a laissé dans son érosion des falaises verticales de grès et une forte concentration des cheminées de fée qui ont servi de canevas à de nombreuses productions artistiques, pétroglyphes et pictogrammes. On y retrouve des vestiges archéologique de 1800 av. J.-C. jusqu'à la période post-contact. Le parc provincial Writing-on-Stone contient la plus grande concentration de pétroglyphes et de pictogrammes en Amérique du Nord. Le site est aussi connu par les Pieds-Noirs sous le nom d’Áísínai'pi, qui signifie « c’est dessiné ou écrit » en pied-noir. Ils considèrent ce site comme sacré. 

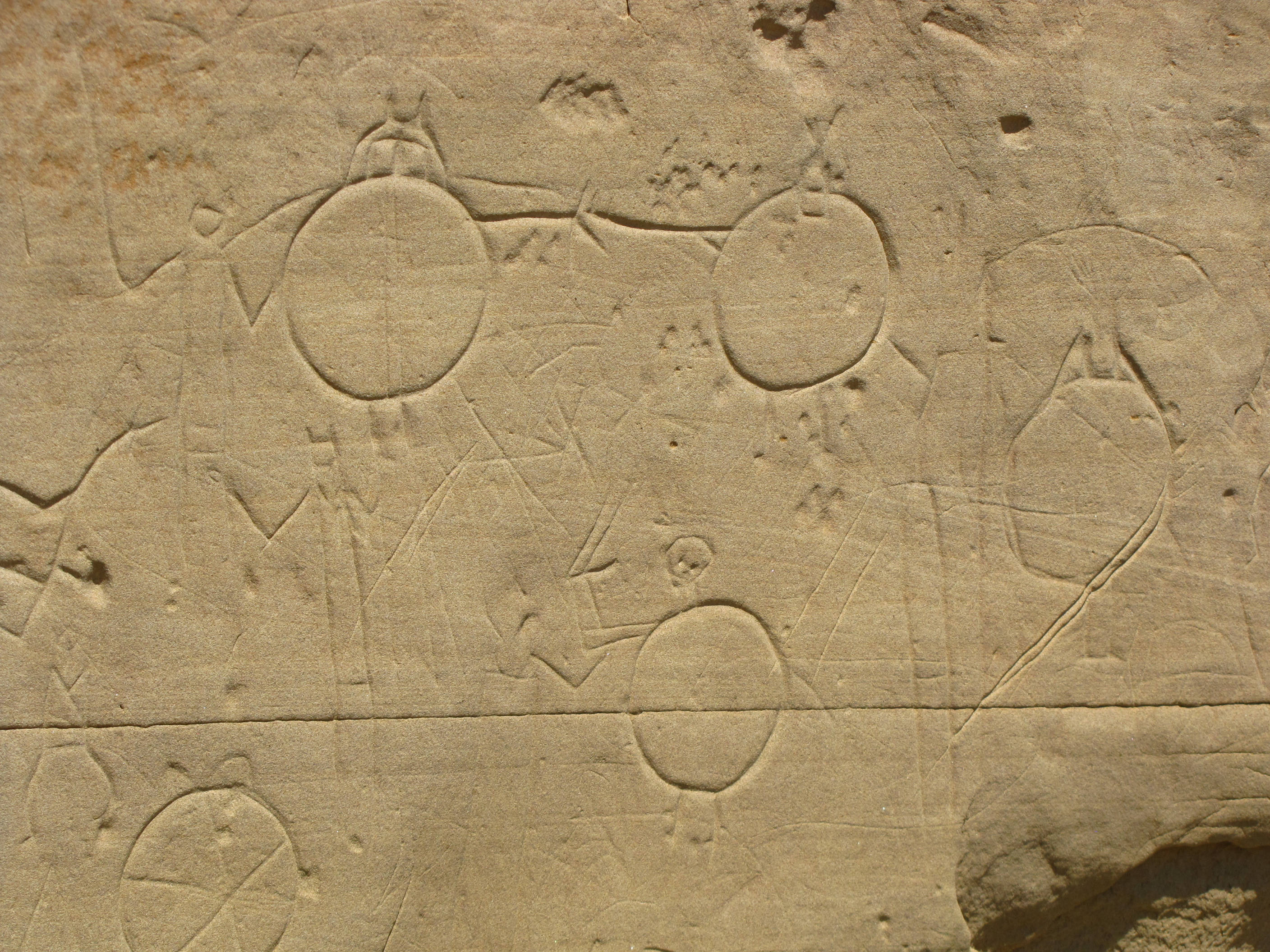
Scène représentant des guerriers portant des boucliers.

La plupart des images ont été produites avant le contact avec les Européens. Elles représentent sous une forme schématique et hautement stylisée des silhouettes humaines (guerriers munis de boucliers) ou animales (cerfs, bisons, antilopes, oiseaux et animaux mythiques comme l'oiseau-tonnerre), ainsi que des objets. Certaines sont statiques et de nature cérémonielle, d'autres pleines de mouvement et d'ordre biographique. Certaines sont simples et isolées, tandis que d'autres sont assemblées pour représenter des scènes complexes, comme des cérémonies ou des batailles. Les illustrations les plus récentes présentent des chevaux et des objets d'origine européenne.
Le parc inclut aussi les vestiges d'un ancien poste de la police montée du Nord-Ouest construit en 1887 et occupé jusqu'en 1918.
Le parc a été reconnu comme ressource historique provinciale le 27 février 1981. Le 12 octobre 2004, le parc a été désigné comme lieu historique national du Canada par la commission des lieux et monuments historiques du Canada. Writing-on-Stone/ Áísínai’pi est inscrit sur la liste du patrimoine mondial de l'UNESCO le 6 juillet 2019.